# Mágusok (Középfölde)
A mágusok vagy más néven istarok fontos szereplők J. R. R. Tolkien Arda-mitológiájában. A maiák közé tartoznak, és a valák azért küldték őket Középföldére Valinorból, hogy  segítsenek az embereknek és a tündéknek megdönteni Sauron, a Gyűrűk Ura hatalmát.

## Történetük
Bár a valák az Izzó Harag Háborúja után úgy döntöttek, hogy nem avatkoznak be a Világ folyásába többet, azonban mégis úgy látták, hogy Sauron egyre terjedő hatalmát meg kell állítaniuk. Ezért Manwe egy tanácsot hívott össze, ahol arról határoztak, hogy az ainuk közül követeket küldenek Középföldére. Első felszólításra összesen két maia jelentkezett: Curumo (Saruman) és Alatar. Később a valák kifejezett kívánságára a küldetésre még három maiát választottak ki: Pallandót, Aiwendilt (Radagast) és Olórint (Gandalf). Hajóval érkeztek hk. 1000 körül, mikor a nagy Zölderdő homályba borult, és Bakacsinerdő lett belőle.

## Jellemzésük
Középföldére emberi formában küldték őket. Ez nem csak azt jelenti, hogy emberi testük lévén meg kellett ismerniük az éhséget és a szomjúságot, de azt is, hogy csak halványan emlékeztek egykori önmagukra. Bár nagyon lassan öregedtek, már eleve öregemberek képében érkeztek. Bár életük végtelenül hosszú, s szellemi lényként halhatatlanok, földi testük elpusztítható. (Mikor Gandalf teste a móriai balroggal vívott csata után elpusztul, magának Ilúvatarnak kell beavatkoznia, hogy visszatérhessen küldetéséhez.)

## A Rend
Az öt mágus egy többé-kevésbé hierarchikus rendet alkot, ez az Istarok Rendje (Heren Istarion). Minden mágusnak megvan a maga sajátos hatalma és ereje, melyet egy-egy szín jelképez. A Rend fejének színe fehér.
Az istaroknak be kellett tartaniuk a következő szabályokat: Nem harcolhattak fegyverrel fegyver ellen, nem lehettek hasonlók Sauronhoz, tehát nem volt szabad erőszakot alkalmazva és félelmet keltve uralkodjanak a tündék vagy az emberek fölött. Nem fedhették fel valódi kilétüket, így hát ember formájában kellett élniük Középföldén.
| Szín                 | Név                            | Megjegyzés |
| -------------------- | ------------------------------ | --- |
| Fehér, majd Sokszínű | Saruman (eredetileg Curomo)    | Ő volt valaha a legbölcsebb közülük. Azonban hamar kiderült, hogy az Egy Gyűrűre áhítozik, és a hatalmat akarja (habár a palantír miatt Sauron hatalmát segítette, nem a magáét). Miután többszörösen legyőzték, Gandalf kizárja a Rendből. |
| Szürke, majd Fehér   | Gandalf (eredetileg Olórin)    | Ő tartotta fenn a legszorosabb kapcsolatot a tündékkel és emberekkel, ő lett a Gyűrű Szövetségének vezetője. Ténylegesen harcolt a Gyűrűháborúban Sauron ellen. |
| Barna                | Radagast (eredetileg Aiwendil) | Ő a harc helyett inkább a természettel, a madarakkal és füvekkel foglalkozott, és így nem is volt nagy szerepe a Gyűrűháborúban (azon kívül, hogy akaratán kívül ő okozta Gandalf bebörtönzését Orthancba, és a kiszabadulását is onnan). Láttuk még feltűnni A hobbit: Váratlan utazás-ban, amikor találkozik Gandalffal és a törpökkel, majd elmondja, hogy Dol Guldur-ba beköltözött egy fekete mágus (Sauron), aki egy Morgul-tőrrel próbálta leszúrni őt. Később ezt a tőrt adja át becsomagolva Gandalfnak, aki elviszi a gyilkos fegyvert a Fehér Tanács-nak. |
| Kék                  | Alatar                         | Róluk csak Tolkien jegyzeteiben marad fenn némi töredékes információ. A Befejezetlen regék szerint a másik két istart Alatarnak és Pallandonak hívták Valinorban és kék mágusokként (Sindarin.: Ithryn Luin) ismerték őket Középföldén. Keveset tudunk róluk, feltehetően keletre mentek, ahonnan nem tértek vissza. Tevékenységükről csak találgatások lehetségesek. (A Peoples of Middle-Earth-ben pedig Morinehtar és Rómestámo a nevük, bár nem tudni, melyik melyikhez tartozik.)                                                                               |
| Kék                  | Pallando                       | Róluk csak Tolkien jegyzeteiben marad fenn némi töredékes információ. A Befejezetlen regék szerint a másik két istart Alatarnak és Pallandonak hívták Valinorban és kék mágusokként (Sindarin.: Ithryn Luin) ismerték őket Középföldén. Keveset tudunk róluk, feltehetően keletre mentek, ahonnan nem tértek vissza. Tevékenységükről csak találgatások lehetségesek. (A Peoples of Middle-Earth-ben pedig Morinehtar és Rómestámo a nevük, bár nem tudni, melyik melyikhez tartozik.)                                                                               |

## A mágiáról
Tolkien  mágusa (Tolkien angol kifejezésével wizard) nem azonos a hétköznapi értelemben vett varázsló vagy mágus fogalmával. Középfölde mitológiájában tanulható mágia nem létezett, minden mágikusnak nevezett hatás a használó inherens képessége volt. Ezt a másodteremtő erőt Tolkien professzor 'will'-nek (a. m. akarat, hatalom) nevezi, és kizárólag a valákban, maiákban és (korlátozottabb mértékben) a tündékben van meg.
Annak magyarázata, hogy Tolkien miért határolta el magát a lehetséges mértékben e fogalom, sőt a szó használatától, főképp a Tündérmesékről c. esszéjében és az ebben a munkában is idézett, a mítoszokról írt tankölteményében lelhető fel. Eszerint egyrészt a „mágia” mint szóhasználat túlzottan összekeveredett az emberi szemfényvesztéssel, a bűvészmutatványok és illúziók világával, holott a tolkieni világban a „jó erők” mágiája sohasem illúzió (noha a mágusok, még Gandalf is, élnek néha egészen profán vagy többé-kevésbé természetfeletti trükkökkel, ld. pl. a Hobbitban Gandalf puskapor segítségével szabadítja ki a törpöket a ködhegység manóinak fogságából, vagy „mágiával” csalja tőrbe a balrogot. Az efféle eszközök azonban nem számítanak valódi értelemben vett mágiának, noha ezt az „egyszerűbb” népek nem tudják és persze összekeverik; és egy mágus nem főképp azért mágus, mert képes ilyesmikre).
Ennél mélyebb ok, hogy a valódi, vagy legalábbis a felsőrendű „mágia” sohasem öncélú avagy Én-célú, nem harci segédeszköz, sőt még csak nem is az éhezéstől óvó jótékony varázslat, hanem mindig teremtő (esetleg megőrző) jellegű, tulajdonképp a művészetekhez áll a legközelebb, minthogy ennek is, meg a „mágiának” is a lényege és fő hatása tulajdonképpen az, hogy egy másik lény megtestesült álmában vagy megvalósult gondolataiban találjuk magunkat. Mint Tolkien írja, „szükségünk van egy szóra, mely a tündéreknek ezt a képességét jelöli, de minden szó, amit ez idáig alkalmaztunk rá, bizonytalanná vált vagy összekeveredett valamely más fogalommal. A Mágia is kapóra jött, és korábban alkalmaztam is, pedig tulajdonképpen nem kellett volna – jobb, ha fenntartjuk a bűvészek, mágusok ténykedésére. 
A Művészet emberi folyamat, amely időközben megteremti a Másodlagos Hitet, bár nem ez az egyetlen vagy kizárólagos célja. Ugyanilyen művészetre a tündérek is képesek [...] – én magam ezt a továbbiakban Igézetnek fogom nevezni. Az Igézet másodlagos világot teremt, melybe az alkotó és befogadó is beléphet, s érzékeiknek mindez nagy megelégedésére szolgál, míg ott tartózkodnak. A Mágia változást eredményez az elsődleges világban, vagy úgy tesz, mintha megváltoztatná azt. Nem számít, ki az, aki gyakorolja – halandó ember vagy tündér. Mégis el kell határolnunk a másik két fogalomtól, az Igézettől és a Művészettől, mert a Mágia esetében nem művészetről van szó, hanem technikáról, melynek célja s vágya az, hogy hatalma legyen ebben a világban a dolgok és az akarat fölött. ” 